# Mohoua ochrocephala

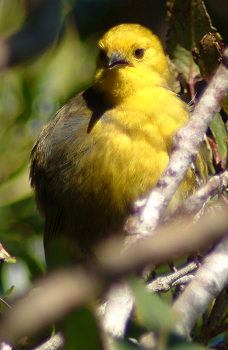

Mohoua ochrocephala là một loài chim trong họ Pachycephalidae.